# Igaliku
Igaliku (på dansk stavet Igaliko) er en bygd i Sydgrønland beliggende ved bunden af Igaliko-fjorden ca. 34 km nordøst for Narsaq. Bygden hører til Kujalleq Kommune. Nordboerne kaldte stedet for Gardar, og det var her de havde deres bispesæde. Igaliku blev grundlagt i 1782 af nordmanden Anders Olsen og hans hustru, grønlænderen Tuperna. De skabte her Grønlands første 'moderne' landbrug, bl.a. ved at genbruge nordboernes gamle marker og også mange af stenene fra deres bygninger. Pos.:60°59′27″N 45°25′09″W.
Igaliku har været oppe på over 100 beboere, men havde i 2008 kun omkring 30 indbyggere (2020: 19 og ti ved fårehold). I de senere år har bygden imidlertid haft et ret stort besøg af turister, bl.a. fordi der er et vandrehjem og et bygdehotel. Igalikus vigtigste attraktioner er ruinerne af Gardar – med bl.a. resterne af den såkaldte Tiendelade – samt godt fiskevand og smuk natur. Det er med udgangspunkt i Igaliku muligt at bestige det 1752 m høje Illerfissalik, nordboernes Burfjeld.
Igaliku ligger ca. 30 minutters sejlads fra lufthavnen i Narsarsuaq. Hertil kommer dog ca. 45 minutters vandring ad den såkaldte Kongevej fra færgelejet i Itilleq til Igaliku.
I 2017 kom Igaliku sammen med flere andre lokale områder på Unesco's verdensarvliste.
Politikeren Josef Motzfeldt er blandt de mest kendte personer fra Igaliku, og han har siden 1994 været leder af partiet Inuit Ataqatigiit (IA).
Den 6. august 2004 dannede Igaliku rammen om det første formelle besøg af en amerikansk udenrigsminister nogensinde. I weekenden 18.-21. juli 2008 fejrede Igaliku 225-årsjubilæum.